# Giorgio Stegani
Giorgio Stegani Casorati, né le 13 octobre 1928 à Milan et mort le 20 février 2020 à Rome, est un réalisateur et scénariste italien.
Son pseudonyme anglais est George Finley (parfois Finlay).

## Biographie
Actif de 1954 à 1990, Giorgio Stegani signe vingt scénarios et neuf réalisations. Il joue également dans le téléfilm Safari diffusé en 1991.
Il est surtout connu pour ses westerns spaghetti des années 1960. Il écrit le scénario du Dollar troué (1965), réalise et écrit Adiós gringo (1965) et co-écrit Mille dollari sul nero (1966).
La fin de sa carrière le voit se tourner vers des productions érotiques comme Le Soleil dans la peau (Il sole nella pelle) en 1971 avec Ornella Muti, ou Disposta a tutto en 1977 avec Eleonora Giorgi

## Filmographie partielle

### Réalisateur
- 1964 : Le Mystère de la jonque rouge (Weisse fracht für Hongkong), coréalisé avec Helmuth Ashley
- 1965 : Adiós gringo
- 1966 : Mission secrète pour Lemmy Logan (Agente Logan - missione Ypotron)
- 1967 : Le Gros Coup du caméléon (Colpo doppio del camaleonte d'oro) (comme George Finley)
- 1967 : Gentleman Killer (Gentleman Jo... uccidi) (comme George Finley)
- 1968 : Pas de pitié pour les salopards (Al di là della legge)
- 1971 : Le Soleil dans la peau (Il sole nella pelle)
- 1975 : Milano: il clan dei calabresi
- 1977 : Disposta a tutto (it)

### Assistant réalisateur
- 1965 : Le Corniaud de Gérard Oury

### Scénariste
- 1958 : Amour et Ennuis (Amore e guai) d'Angelo Dorigo
- 1965 : La Célestine (La Celestina P... R...) de Carlo Lizzani (coscénariste)
- 1965 : Le Dollar troué (Un dollaro bucato) de Giorgio Ferroni (co-scénariste)
- 1966 : Les Colts de la violence (1000 dollari sul nero) d'Alberto Cardone (co-scénariste)
- 1971 : La Grande Chevauchée de Robin des Bois
- 1990 : Le Masque de Satan (La maschera del demonio) de Lamberto Bava